# Wohn- und Wirtschaftsgebäude Klosterhörn 2

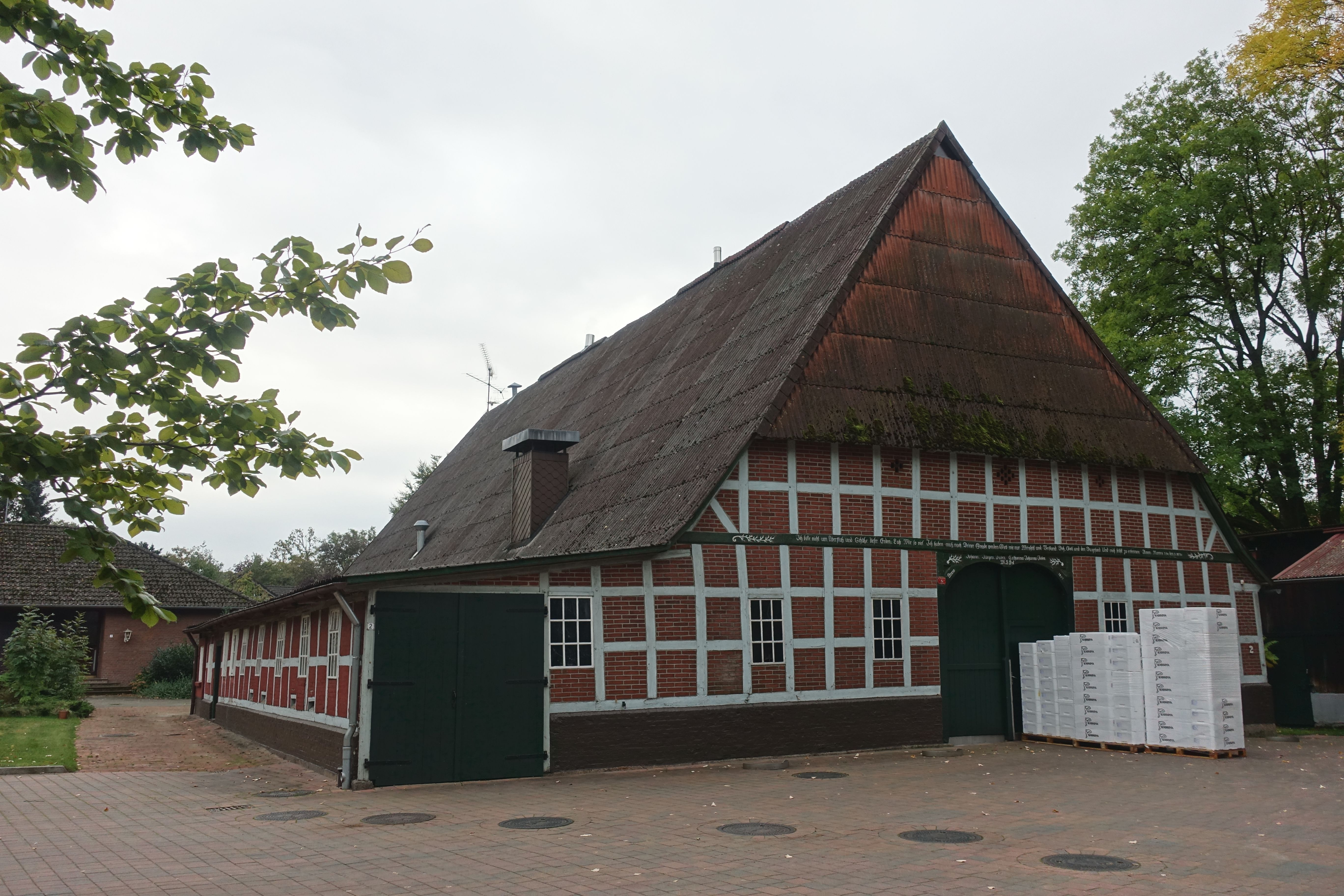
Ost- und Nordfassade (2022)

Das Wohn- und Wirtschaftsgebäude Klosterhörn 2 im Ortskern in der niedersächsischen Gemeinde Klein Meckelsen, Samtgemeinde Sittensen im Landkreis Rotenburg (Wümme), wurde am Anfang des 19. Jahrhunderts gebaut. Aktuell (2025) wird es zum Wohnen und seit 1988 als Räucherei mit Shop genutzt.
Das Gebäude steht unter Denkmalschutz (siehe auch Liste der Baudenkmale in Klein Meckelsen).

## Geschichte und Beschreibung
Klein Meckelsen wurde 1388 als Lütken Meckelstede erstmals urkundlich erwähnt.
Das eingeschossige giebelständige große Wohn- und Wirtschaftsgebäude als Zweiständer-Hallenhaus, in regelmäßigem Fachwerk mit Steinausfachungen, Krüppelwalmdach, Uhlenloch und der Grooten Door mit Korbbogen wurde 1857 (Inschrift) gebaut. Nach Osten wurde später ein Anbau in Fachwerk mit flach geneigtem Pultdach angefügt.
Das Landesdenkmalamt befand u. a.: „… ein regionstypisches Hallenhaus der zweiten Hälfte des 19. Jahrhunderts in Zweiständerkonstruktion ….“
Daneben steht das Wohn- und Wirtschaftsgebäude Klosterhörn 3 von 1809 in Fachwerk.